# Esgrima en los Juegos Asiáticos
El Esgrima en los Juegos Asiáticos tuvo su primera aparición en la edición de 1974 en Terán, Irán; y a excepción de la edición de 1982, ha estado en todas las ediciones de los juegos debido a que forma parte del programa de los Juegos Olímpicos tanto en masculino como en femenino.
China es el país que domina el medallero histórico y es el que ha ganado el evento en la mayoría de la ediciones, aunque Corea del Sur ha estado cerca en el medallero.

## Ediciones
| Edición | Año  | Ciudad Sede | País Sede     | Campeón       |
| ------- | ---- | ----------- | ------------- | ------------- |
| VII     | 1974 | Tehran      | Irán          | Japón         |
| VIII    | 1978 | Bangkok     | Tailandia     | China         |
| X       | 1986 | Seoul       | Corea del Sur | China         |
| XI      | 1990 | Beijing     | China         | China         |
| XII     | 1994 | Hiroshima   | Japón         | China         |
| XIII    | 1998 | Bangkok     | Tailandia     | Corea del Sur |
| XIV     | 2002 | Busan       | Corea del Sur | Corea del Sur |
| XV      | 2006 | Doha        | Catar         | China         |
| XVI     | 2010 | Guangzhou   | China         | Corea del Sur |
| XVII    | 2014 | Incheon     | Corea del Sur | Corea del Sur |

## Medallero
| #     | País          | Oro | Plata | Bronce | Total |
| ----- | ------------- | --- | ----- | ------ | ----- |
| 1     | China         | 44  | 36    | 33     | 113   |
| 2     | Corea del Sur | 40  | 39    | 26     | 105   |
| 3     | Japón         | 11  | 13    | 34     | 58    |
| 4     | Irán          | 3   | 5     | 6      | 14    |
| 5     | Kazajistán    | 2   | 3     | 9      | 14    |
| 6     | Hong Kong     | 0   | 2     | 19     | 21    |
| 7     | Indonesia     | 0   | 1     | 2      | 3     |
| 8     | Tailandia     | 0   | 0     | 2      | 2     |
| 8     | Vietnam       | 0   | 0     | 2      | 2     |
| 10    | Israel        | 0   | 0     | 1      | 1     |
| 10    | Singapur      | 0   | 0     | 1      | 1     |
| Total | Total         | 100 | 100   | 136    | 336   |